# Первое Мая (Мглинский район)
Первое Мая — поселок в Мглинском районе Брянской области в составе Симонтовского сельского поселения.

## География
Находится в северо-западной части Брянской области на расстоянии приблизительно 5 км на запад-юго-запад по прямой от районного центра города Мглин.

## История
Упоминается с 1930-х годов. На карте 1941 года отмечен как Подвисочье с 22 дворами.

## Население
Численность населения: 34 человека (русские 100 %) в 2002 году, 23 в 2010.